# Desmeplagioecia lineata
Desmeplagioecia lineata is een mosdiertjessoort uit de familie van de Plagioeciidae. De wetenschappelijke naam van de soort is, als Diastopora lineata, voor het eerst geldig gepubliceerd in 1885 door MacGillivray.